# Annemie Landmeters
Annemie Landmeters est une nageuse belge.

## Carrière
Elle est médaillée de bronze du 21 kilomètres aux Championnats d'Europe de nage en eau libre 1989 à Stari Grad.
Elle est à l'époque la nageuse qui a réalisé la traversée de la Manche à la nage la plus rapide, avec un temps de 8 heures et 39 minutes en 1988.
Elle intègre l'International Marathon Swimming Hall of Fame en 1991.